# Sboriszte
Sboriszte (bułg. Сборище) – wieś w Bułgarii, w obwodzie Sliwen, w gminie Twyrdica. Według danych szacunkowych Ujednoliconego Systemu Ewidencji Ludności oraz Usług Administracyjnych dla Ludności, 15 czerwca 2020 roku miejscowość liczyła 2 006 mieszkańców.

## Położenie
Sboriszte znajduje się na południowych stokach gór Eleno-Twyrdiszkaja. Przez wieś płynie rzeka Dołap dere.

## Kultura i oświata
- biblioteka
- dom kultury Probuda
- przedszkole
- szkoła Nikoła Prokoliew